# Wydział Inżynierii Produkcji i Energetyki Uniwersytetu Rolniczego im. Hugona Kołłątaja w Krakowie
Wydział Inżynierii Produkcji i Energetyki Uniwersytetu Rolniczego im. Hugona Kołłątaja w Krakowie – wydział powstały w 1977 r. na bazie Oddziału Mechanizacji i Energetyki Rolnictwa (wchodzącym od 1972 r. w skład Wydziału Rolniczego). Do końca 2004 r. istniał pod nazwą Wydział Techniki i Energetyki Rolnictwa, od początku 2005 r. do końca 2008 r. pod nazwą - Wydział Agroinżynierii, a od 1 stycznia 2009 r. aktualna jest obecna nazwa - Wydział Inżynierii Produkcji i Energetyki.

## Jednostki organizacyjne
W chwili powołania na Wydziale istniały dwa instytuty:
- Instytut Mechanizacji i Energetyki Rolnictwa
- Instytut Napraw i Organizacji Zaplecza Technicznego

W 1993 r. struktura organizacyjna Wydziału uległa zmianie i w miejsce instytutów powołano katedry. Obecnie na Wydziale funkcjonują następujące jednostki organizacyjne: 
- Dziekanat WIPiE
- Instytut Eksploatacji Maszyn, Ergonomii i Procesów Produkcyjnych[1]
- Instytut Inżynierii Rolniczej i Informatyki
  - Centrum Obliczeniowe Nowoczesnych Technologii i Informatyki[2]
- Katedra Energetyki i Automatyzacji Procesów Rolniczych
- Katedra Inżynierii Mechanicznej i Agrofizyki
  - Laboratorium Technologii Produkcji i Oceny Jakości Biopaliw[3]
- Zespół Laboratoriów Wydziału[4]

## Uprawnienia do przeprowadzania przewodów oraz nadawania stopni
- od 1987 r. - dr nauk rolniczych w zakresie inżynierii rolniczej
- od 1991 r. - dr hab. nauk rolniczych w zakresie inżynierii rolniczej oraz podejmować uchwały popierające wniosek o nadanie tytułu profesora

## Kierunki i specjalności (profil ogólnoakademicki)[5][6]

### Inżynieria Mechatroniczna
- I stopień kształcenia (7 semestrów, tytuł zawodowy - inżynier)
- II stopień kształcenia (3 semestry, tytuł zawodowy - magister)

### Odnawialne Źródła Energii i Gospodarka Odpadami
- I stopień kształcenia (7 semestrów, tytuł zawodowy - inżynier)
- II stopień kształcenia (3 semestry, tytuł zawodowy - magister)

### Transport i Logistyka
- I stopień kształcenia (7 semestrów, tytuł zawodowy inżynier)
- II stopień kształcenia (3 semestry, tytuł zawodowy - magister)

### Zarządzanie i Inżynieria Produkcji
- I stopień kształcenia (7 semestrów, tytuł zawodowy - inżynier)
- II stopień kształcenia (3 semestry, tytuł zawodowy - magister)

## Władze wydziału[7][8]

### Obecne
Od roku 2016 władzę obejmują:
- Dziekan
  - prof. dr hab. inż. Sławomir Kurpaska (III kadencja)
- Prodziekani
  - dr hab. inż. Urszula Malaga-Toboła - Prodziekan ds. Dydaktycznych i Studenckich
  - dr hab. inż. Artur Wójcik, prof. URK - Prodziekan ds. Dydaktycznych i Studenckich

- Kierownicy Katedr[9][10][11][12]
  - prof. dr hab. inż. Maciej Kuboń – kierownik Katedry Inżynierii Produkcji, Logistyki i Informatyki Stosowanej
  - prof. dr hab. inż. Sławomir Kurpaska – kierownik Katedry Inżynierii Bioprocesów, Energetyki i Automatyzacji
  - prof. dr hab. inż. Sławomir Francik – kierownik Katedry Inżynierii Mechanicznej i Agrofizyki
  - dr hab. inż. Paweł Kiełbasa, prof. URK – kierownik Katedry Eksploatacji Maszyn, Ergonomii i Procesów Produkcyjnych

### Byli dziekani
Dziekanami tego wydziału byli m.in.:
- prof. dr Ryszard Gąska – pierwszy dziekan
- prof. dr hab. inż. Rudolf Michałek, dr h.c. multi, czł. rzecz. PAN
- prof. dr hab. inż. Zbigniew Ślipek
- 2002–2005 – prof. dr hab. inż. Józef Kowalski
- 2005–2008 – prof. dr hab. inż. Norbert Franciszek Marks
- 2008–2012 – prof. dr. hab. Tadeusz Juliszewski